# Cintia Chepngeno
Pour les articles homonymes, voir Chepngeno.
Cintia Chepngeno, née le 3 juin 2000, est une athlète kényane pratiquant le cross-country.

## Carrière
Cintia Chepngeno est médaillée d'or en cross par équipes lors des Championnats du monde de cross-country 2023 à Bathurst. Aux Championnats d'Afrique de cross-country 2024 à Hammamet, elle remporte la médaille d'or en cross individuel ainsi qu'en cross par équipes. Elle est de nouveau médaillée d'or en cross par équipes lors des Championnats du monde de cross-country 2024 à Belgrade.

## Palmarès
| Date | Compétition                             | Lieu     | Résultat | Épreuve           | Temps       |
| ---- | --------------------------------------- | -------- | -------- | ----------------- | ----------- |
| 2023 | Championnats du monde de cross-country  | Bathurst | 1re      | Cross par équipes | 16 pts      |
| 2024 | Championnats d'Afrique de cross-country | Hammamet | 1re      | Cross 10 km       | 32 min 32 s |
| 2024 | Championnats d'Afrique de cross-country | Hammamet | 1re      | Cross par équipes | 13 pts      |
| 2024 | Championnats du monde de cross-country  | Belgrade | 1re      | Cross par équipes | 10 pts      |